# Prueba de Anderson-Darling
En estadística, la prueba de Anderson-Darling es una prueba no paramétrica sobre si los datos de una muestra provienen de una distribución específica. La fórmula para el estadístico A determina si los datos {\displaystyle \{Y_{1}<\dots <Y_{N}\}} (observe que los datos se deben ordenar) vienen de una distribución con función acumulativa {\displaystyle F}
donde
El estadístico de la prueba se puede entonces comparar contra las distribuciones del estadístico de prueba (dependiendo que {\displaystyle F} se utiliza) para determinar el P-valor.
- Datos: Q491401